# ابیتا اسپرینگز (لوئیزیانا)
ابیتا اسپرینگز (به انگلیسی: Abita Springs) شهری در ایالت لوئیزیانا کشور ایالات متحده آمریکا است که جمعیت آن در سرشماری سال ۲۰۱۰ میلادی، ۲٬۳۶۵ نفر بوده‌است.